# Torcy-le-Petit (Aube)
Torcy-le-Petit – miejscowość i gmina we Francji, w regionie Grand Est, w departamencie Aube.
Według danych na rok 1990 gminę zamieszkiwało 86 osób, a gęstość zaludnienia wynosiła 12 osób/km².

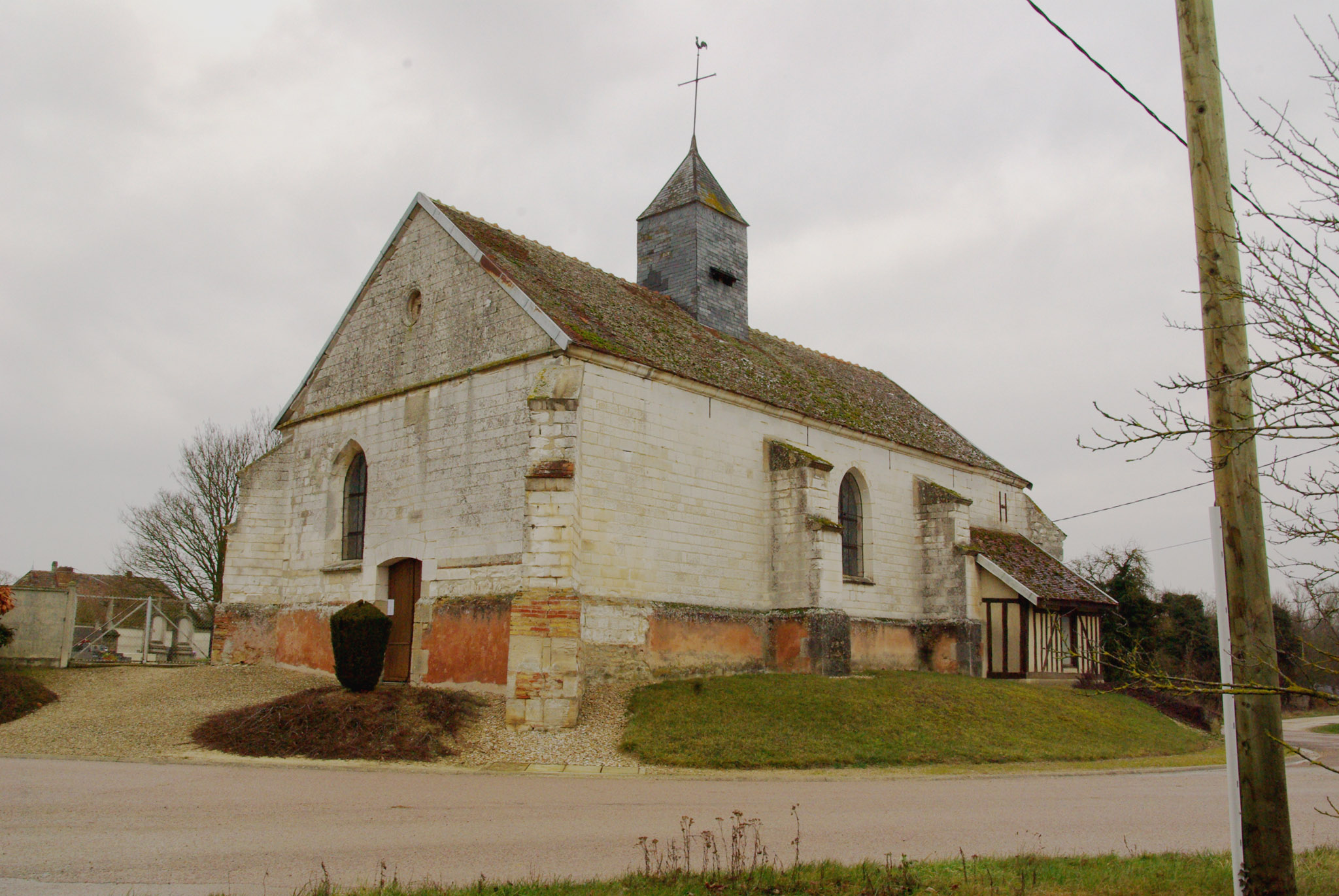
Kościół w Torcy-le-Petit, 2010